# Championnat d'Allemagne de football 1947-1948
Navigation
Championnats des
zones d'occupation
1946-1947 Meisterschaft
(Oberligen)
1948-1949
La saison 1947-1948 du Championnat d'Allemagne de football était la 38e édition de la première division allemande. Ce fut la première édition d'un championnat national depuis la fin de la seconde Guerre mondiale.
La phase finale de ce championnat se joua sous forme de rencontres à élimination directe. Les huit clubs participants furent les champions et vice-champions des zones d'occupation américaine, britannique et française de l'Allemagne, le champion de la zone d'occupation soviétique et le vainqueur du championnat de Berlin.
En raison des tensions persistantes entre les deux "blocs idéologiques" (Est/Ouest), le champion de la zone orientale, le SG Planitz se vit interdire de participer par les autorités militaires soviétiques.
Ce fut le 1. FC Nürnberg qui remporta ce championnat en battant le 1. FC Kaiserslautern en finale. C'était le 7e titre de champion d'Allemagne pour le club bavarois.

## Zone américaine
L'Oberliga Süd 1947-1948 (en français : Ligue supérieure de football d'Allemagne du Sud 1947-1948) est la dernière édition du Meisterschaft in der Amerikanischen Besatzungszone (Championnat de la zone d'occupation américaine), et la première édition comme nouvelle formule du Championnat d'Allemagne de football qui reprenait officiellement ses droits.
L'Oberliga Süd couvre le Sud du pays et regroupe les Länder du Bade-Wurtemberg, de Bavière et de Hesse. Les équipes de la partie du Sud de l'actuel Land de Bade-Wurtemberg (Südbaden et Württemberg-Hohenzollern) participent encore avec les équipes de la zone d'occupation française, c'est-à-dire l'Oberliga Südwest 1947-1948. Cette situation continue jusqu'au terme de la saison 1949-1950.
Les équipes de Brême et de l'enclave de Bremerhaven, deux zones également placées sous administration américaine, participent au Meisterschaft der Britische Besatzungzone 1947-1948.

### Compétition
Le Champion et le vice-champion de l'Oberliga Süd sont qualifiés pour la phase finale nationale 1947-1948.
Le 1. FC Nuremberg garde le titre conquis la saison précédente et se voit sacré Champion d'Allemagne du Sud (Süddeutscher Meister). Munich 60 l'accompagne au tour final. Bien que les éventuelles égalités soient départagées selon le principe du Goal average, un test match a lieu entre les Stuttgarter Kickers et le Bayern Munich pour désigner le 3e classé. Les Kickers s'imposent nettement (5-1).
Des quatre promus, seul Mühlburg assure son maintien. Il faut dire que six équipes sont renvoyées à l'étage inférieur. Comme seulement deux clubs sont promus, la série se voit réduite à 16 participant lors de l'édition suivante.

#### Légende
| Légende         |                                                                    |
| C               | Süddeutscher Meister & qualifié pour la phase finale nationale     |
| (T)             | Tenant du titre, vainqueur de l'édition 1946-1947                  |
| Q               | qualifié pour la phase finale nationale                            |
| R               | Relégué en vue de la saison suivante                               |
| B               | club devant disputer un match de barrage pour assurer son maintien |
| en augmentation | club promu depuis la fin de la saison précédente                   |

#### Classement
|   |    |                           | M  | G  | N  | P  | +   | -   | Avg  | Pts |
| - | -- | ------------------------- | -- | -- | -- | -- | --- | --- | ---- | --- |
| Q | 1  | 1. FC Nürnberg (T)        | 38 | 28 | 4  | 6  | 88  | 37  | 2,38 | 60  |
| Q | 2  | TSV 1860 München          | 38 | 23 | 6  | 9  | 77  | 63  | 1,22 | 52  |
|   | 3  | SV Stuttgarter Kickers    | 38 | 23 | 4  | 11 | 113 | 28  | 1,95 | 50  |
|   | 4  | FC Bayern München         | 38 | 21 | 8  | 9  | 73  | 38  | 1,89 | 50  |
|   | 5  | VfB Stuttgart             | 38 | 21 | 3  | 14 | 96  | 60  | 1,60 | 45  |
|   | 6  | SV 07 Waldhof             | 38 | 19 | 7  | 12 | 77  | 59  | 1,31 | 45  |
|   | 7  | FSV Frankfurt             | 38 | 19 | 7  | 12 | 66  | 50  | 1,32 | 43  |
|   | 8  | VfR Mannheim              | 38 | 17 | 9  | 12 | 66  | 55  | 1,20 | 43  |
|   | 9  | Offenbacher FC Kickers    | 38 | 15 | 12 | 11 | 75  | 55  | 1,36 | 42  |
|   | 10 | SG Eintracht Frankfurt    | 38 | 16 | 9  | 13 | 64  | 59  | 1,14 | 41  |
|   | 11 | TSV Schwaben Augsburg     | 38 | 15 | 11 | 12 | 66  | 59  | 1,12 | 41  |
|   | 12 | TSG 1846 Ulm              | 38 | 14 | 10 | 14 | 60  | 60  | 1,00 | 38  |
|   | 13 | 1. FC Schweinfurt 05      | 38 | 13 | 8  | 17 | 49  | 53  | 0,92 | 34  |
|   | 14 | VfB Mühlburg              | 38 | 13 | 7  | 18 | 53  | 59  | 0,90 | 33  |
| R | 15 | SpVgg Fürth               | 38 | 15 | 1  | 22 | 68  | 86  | 0,79 | 31  |
| R | 16 | VfL Neckarau              | 38 | 11 | 8  | 19 | 48  | 81  | 0,59 | 30  |
| R | 17 | SV Viktoria Aschaffenburg | 38 | 8  | 9  | 21 | 46  | 88  | 0,52 | 25  |
| R | 18 | Rot-Weiss Frankfurt       | 38 | 9  | 4  | 25 | 50  | 99  | 0,51 | 22  |
| R | 19 | FC Wacker München         | 38 | 7  | 7  | 24 | 41  | 89  | 0,46 | 21  |
| R | 20 | Sportfreunde Stuttgart    | 38 | 4  | 6  | 28 | 30  | 100 | 0,30 | 14  |

### Promotions
Deux clubs sont promus en vue de la saison suivante : BC Augsburg et 1. FC Rödelheim.

## Zone française
L'Oberliga Südwest 1947-1948 (en français : Ligue supérieure de football d'Allemagne du Sud-Ouest) est la dernière édition du Meisterschaft in der Französischen Besatzungszone (Championnat de la zone d'occupation française) et la première de la nouvelle formule du Championnat d'Allemagne de football qui reprend ses droits.
Cette zone couvre le Sud-Ouest du pays et regroupe le Land de Rhénanie-Palatinat ainsi que l'actuel Land de Sarre, qui devient le protectorat de Sarre le 17 décembre 1947. Certaines équipes rhénannes de l'actuel Land de Hesse et d'autres situées au Sud de l'actuel Land de Bade-Wurtemberg (le Württemberg-Hohenzollern) sont englobées dans cette compétition. Cette situation perdure jusqu'au terme de la saison 1949-1950.

### Compétitions
Le 1. FC Kaiserslautern défend son titre et se voit sacré Champion d'Allemagne du Sud-Ouest (Südwestdeutscher Meister). Il remporte d'ailleurs le Groupe Nord très aisément, en alignant une différence de buts impressionnante de 151-18 !
Le TuS Neuendorf, seulement 3e du Groupe Nord, remporte les barrages et obtient le 2e billet pour la phase finale nationale. La participation de Neuendorf aux barrages est due au renoncement du 1. FC Saarbrücken, qui quitte la ligue la saison suivante (voir ci-dessous).

#### Légende
| Légende         |                                                                 |
| C               | Südwest Meister & qualifié pour la phase finale nationale       |
| Q               | qualifié pour la phase finale nationale                         |
| (T)             | Tenant du titre Fußball Oberliga Südwest 1946-1947              |
| TF              | qualifié pour le tour final de zone                             |
| R               | Relégué en vue de la saison suivante                            |
| en augmentation | club promu depuis la fin de la saison précédente                |
| S               | club sarrois rejoignant l'Ehrenliga Saarland la saison suivante |

#### Groupe Nord
|    |    |                           | M  | G  | N | P  | +   | -  | Avg  | Pts |
| -- | -- | ------------------------- | -- | -- | - | -- | --- | -- | ---- | --- |
| TF | 1  | 1. FC Kaiserslautern (T)  | 26 | 23 | 2 | 1  | 151 | 18 | 8,39 | 48  |
| S  | 2  | 1. FC Saarbrücken         | 26 | 20 | 3 | 3  | 73  | 22 | 3,32 | 43  |
| TF | 3  | TuS Neuendorf             | 26 | 19 | 2 | 5  | 74  | 36 | 2,06 | 40  |
| S  | 4  | VfB Neunkirchen           | 26 | 18 | 2 | 6  | 109 | 36 | 3,03 | 38  |
|    | 5  | VfR Wormatia Worms 08     | 26 | 14 | 4 | 8  | 80  | 51 | 1,57 | 32  |
|    | 6  | VfL Neustadt/Weinstraße   | 26 | 12 | 3 | 11 | 56  | 54 | 1,04 | 27  |
|    | 7  | FK Pirmasens              | 26 | 12 | 2 | 12 | 46  | 67 | 0,69 | 26  |
|    | 8  | 1. FSV Mainz 05           | 26 | 8  | 9 | 9  | 36  | 49 | 0,74 | 25  |
| S  | 9  | Saar 05 Saarbrücken       | 26 | 10 | 5 | 11 | 42  | 64 | 0,66 | 25  |
|    | 10 | SV Phönix 03 Ludwigshafen | 26 | 8  | 5 | 13 | 32  | 57 | 0,56 | 21  |
|    | 11 | SG Gonsenheim             | 26 | 3  | 4 | 19 | 31  | 89 | 0,35 | 10  |
| S  | 12 | SV Völklingen             | 26 | 4  | 2 | 20 | 33  | 99 | 0,33 | 10  |
|    | 13 | FSV Kürenz                | 26 | 3  | 4 | 19 | 24  | 95 | 0,25 | 10  |
|    | 14 | SpVgg Andernach           | 26 | 4  | 1 | 21 | 31  | 81 | 0,38 | 9   |

#### Groupe Sud
|    |    |                    | M  | G  | N | P  | +  | -  | Avg  | Pts |
| -- | -- | ------------------ | -- | -- | - | -- | -- | -- | ---- | --- |
| TF | 1  | Fortuna Rastatt    | 22 | 13 | 7 | 2  | 53 | 19 | 2,79 | 33  |
| TF | 2  | SpVgg Offenburg    | 22 | 15 | 2 | 5  | 32 | 12 | 2,66 | 32  |
|    | 3  | Eintracht Singen   | 22 | 12 | 3 | 7  | 27 | 17 | 1,59 | 27  |
|    | 4  | VfL Konstanz       | 22 | 10 | 5 | 7  | 25 | 19 | 1,32 | 25  |
|    | 5  | Fortuna Freiburg   | 22 | 8  | 7 | 6  | 25 | 19 | 1,32 | 25  |
|    | 6  | VfL Schwenningen   | 22 | 11 | 2 | 9  | 24 | 20 | 1,20 | 24  |
|    | 7  | SSV Reutlingen     | 22 | 9  | 5 | 8  | 23 | 21 | 1,10 | 23  |
|    | 8  | SG Friedrichshafen | 22 | 9  | 3 | 10 | 21 | 23 | 0,91 | 21  |
|    | 9  | VfL Freiburg       | 22 | 8  | 5 | 9  | 21 | 23 | 0,91 | 21  |
|    | 10 | SV Biberach        | 22 | 6  | 4 | 12 | 10 | 28 | 0,36 | 16  |
| R  | 11 | SpVgg Trossingen   | 22 | 4  | 2 | 16 | 10 | 34 | 0,29 | 10  |
| R  | 12 | SV Laupheim        | 22 | 3  | 1 | 18 | 7  | 37 | 0,19 | 7   |

#### Finale Oberliga Südwest
| Date       | Match                                  | Résultat |                                                       |
| ---------- | -------------------------------------- | -------- | ----------------------------------------------------- |
| 20/06/1948 | Fortuna Rastatt – 1. FC Kaiserslautern | 0-3      |                                                       |
| 27/06/1948 | 1. FC Kaiserslautern - Fortuna Rastatt | 6-1      |                                                       |
| C          | 1. FC Kaiserslautern                   | Champion | Qualifié pour la phase finale du championnat national |

#### Barrage pour la2eplaceen phase finale

##### Premier tour
| Date       | Match                           | Résultat |                                    |
| ---------- | ------------------------------- | -------- | ---------------------------------- |
| 27/06/1948 | TuS Neuendorf – SpVgg Offenburg | 5-1      |                                    |
| 04/07/1948 | SpVgg Offenburg - TuS Neuendorf | 0-2      |                                    |
| TF         | TuS Neuendorf                   |          | qualifié pour la finale du barrage |

##### Finale du barrage
| Date       | Match                           | Résultat |                                                       |
| ---------- | ------------------------------- | -------- | ----------------------------------------------------- |
| 11/07/1948 | TuS Neuendorf – Fortuna Rastatt | 3-1      |                                                       |
| Q          | TuS Neuendorf                   |          | qualifié pour la phase finale du championnat national |

### Départ de la Sarre
En fin de championnat, a lieu la confirmation du départ des équipes de la Sarre. Elles quittent cette ligue à la fin de la saison. Cela est dû au statut particulier de cette région. Une Fédération de Sarre voit le jour et une ligue spécifique, l'Ehrenliga Saarland voit également le jour.

### Montées depuis l'échelon inférieur
Pour compenser le départ des trois clubs sarrois, il n'y a pas de relégué dans le Groupe Nord, qui voit arriver trois nouveaux clubs en guise de remplacement : SV Eintracht Trier, SpVgg Weisenau et ASV Oppau.
Les deux derniers classés du Groupe Sud descendent et sont remplacés numériquement par : SV 03 Tübingen et ASV Villingen.

## Zone britannique
Le Fußball Meisterschaft der Britischen Besatzungzone 1947-1948 (en français : Championnat de football de la zone d'occupation britannique 1947-1948) fut une compétition de football, précisément organisée dans la zone d'occupation britannique.
Ce Meisterschaft der Britischen Besatzungzone 1947-1948 fit partie intégrante du premier Championnat d'Allemagne de football officiellement organisé, depuis la fin de la Seconde Guerre mondiale.
Ce fut la deuxième et dernière édition de cette compétition qui la saison suivante céda la place à deux ligues distinctes: l'Oberliga Nord et l'Oberliga West.
Saisons à la suite de cette édition : Oberliga Nord 1948-1949 et Oberliga West 1948-1949

### Fonctionnement
La compétition 1947-1948 fut disputée en deux séries nommée Oberliga Nord et Oberliga West. Les quatre premiers classés de chaque série participèrent au tour final de zone, dont les deux premiers se qualifièrent pour la phase finale nationale.

### Compétition
Le Hamburger SV fut sacré Champion d'Allemagne du Nord (Norddeutscher Meister) et le Borussia Dortmund fut sacré Champion d'Allemagne occidentale (Westdeutscher Meister).
Mais finalement au bout du tour final de zone, les deux qualifiés pour la phase finale nationale furent le Hamburger SV et son vice-champion du Nord, le FC St. Pauli.

#### Légende
- (T) = Tenant du titre, champion 1946-1947
- Q = qualifié pour la phase finale nationale
- TF = qualifié pour le tour final de la Britische Besatzungzone
- B = club devant participer à un barrage.
- R = club relégué vers l'échelon inférieur en vue de la saison suivante.

#### Oberliga Nord
|    |    |                      | M  | G  | N | P  | +  | -  | DB  | Pts |
| -- | -- | -------------------- | -- | -- | - | -- | -- | -- | --- | --- |
| B  | 1  | Hamburger SV (T)     | 22 | 17 | 3 | 2  | 66 | 17 | 49  | 37  |
| B  | 2  | FC St. Pauli         | 22 | 17 | 3 | 2  | 73 | 20 | 53  | 37  |
| TF | 3  | TSV Braunschweig     | 22 | 12 | 4 | 6  | 50 | 31 | 19  | 28  |
| B  | 4  | VfL Osnabrück        | 22 | 11 | 4 | 7  | 49 | 36 | 13  | 26  |
| B  | 5  | SV Werder Bremen     | 22 | 12 | 2 | 8  | 43 | 38 | 5   | 26  |
|    | 6  | SV Arminia Hannover  | 22 | 9  | 3 | 10 | 35 | 44 | -9  | 21  |
|    | 7  | VfB Lübeck           | 22 | 9  | 2 | 11 | 41 | 53 | -12 | 20  |
|    | 8  | SC Concordia Hamburg | 22 | 8  | 3 | 11 | 44 | 46 | -2  | 19  |
|    | 9  | Bremer SV            | 22 | 8  | 1 | 13 | 40 | 46 | -6  | 17  |
|    | 10 | Kieler SV Holstein   | 22 | 6  | 2 | 14 | 35 | 65 | -30 | 14  |
| R  | 11 | Hannover SV 96       | 22 | 6  | 1 | 15 | 32 | 69 | -37 | 13  |
| R  | 12 | SC Victoria Hambourg | 22 | 2  | 2 | 18 | 24 | 67 | -43 | 6   |

- Test-match pour le titre:

| Date       | Match                       | Résultat |                                     |
| ---------- | --------------------------- | -------- | ----------------------------------- |
| 02/05/1948 | Hamburger SV – FC St. Pauli | 2-1      |                                     |
| C          | Hamburger SV                | Champion | qualifié pour le tour final de zone |
| TF         | FC St. Pauli                | Deuxième | qualifié pour le tour final de zone |

- Test-match pour la 4e place:

| Date       | Match                            | Résultat  |                                     |
| ---------- | -------------------------------- | --------- | ----------------------------------- |
| 02/05/1948 | SV Werder Bremen – VfL Osnabrück | 3-1       |                                     |
| TF         | SV Werder Bremen                 | Quatrième | qualifié pour le tour final de zone |

#### Oberliga West
|    |    |                         | M  | G  | N | P  | +  | -  | DB  | Pts |
| -- | -- | ----------------------- | -- | -- | - | -- | -- | -- | --- | --- |
| TF | 1  | Borussia Dortmund       | 24 | 17 | 2 | 5  | 66 | 22 | 44  | 36  |
| TF | 2  | Sportfreunde Katernberg | 24 | 15 | 4 | 5  | 47 | 30 | 17  | 34  |
| TF | 3  | STV Horst-Emscher       | 24 | 11 | 7 | 6  | 55 | 43 | 12  | 29  |
| TF | 4  | SV Hamborn 07           | 24 | 11 | 6 | 7  | 40 | 29 | 11  | 28  |
|    | 5  | Rot-Weiss Oberhausen    | 24 | 12 | 3 | 9  | 43 | 22 | 21  | 27  |
|    | 6  | FC Schalke 04           | 24 | 9  | 6 | 9  | 40 | 35 | 5   | 24  |
|    | 7  | Fortuna Düsseldorf      | 24 | 9  | 6 | 9  | 41 | 41 | 0   | 24  |
|    | 8  | SpVgg Erkenschwick      | 24 | 9  | 3 | 12 | 48 | 48 | 0   | 21  |
|    | 9  | Aachener TSV Alemannia  | 24 | 8  | 5 | 11 | 29 | 46 | -17 | 21  |
| B  | 10 | SC Preussen Delbrück    | 24 | 7  | 5 | 12 | 37 | 55 | -12 | 19  |
| B  | 11 | TSG Vohwinkel           | 24 | 7  | 5 | 12 | 33 | 48 | -15 | 19  |
| R  | 12 | VfR 04 Köln             | 24 | 5  | 7 | 12 | 23 | 43 | -20 | 17  |
| R  | 13 | VfL Witten              | 24 | 4  | 5 | 15 | 30 | 56 | -26 | 13  |

Le Borussia Dortmund fut sacré Champion d'Allemagne occidentale (Westdeutscher Meister).
- Test-match pour le maintien:

| Date       | Match                                | Résultat     |
| ---------- | ------------------------------------ | ------------ |
| xx/xx/1948 | SC Preussen Delbrück – TSG Vohwinkel | 1-1 ap prol. |
| xx/xx/1948 | TSG Vohwinkel – SC Preussen Delbrück | 0-0 ap prol. |
| xx/xx/1948 | SC Preussen Delbrück – TSG Vohwinkel | 0-0 ap prol. |
| xx/xx/1948 | TSG Vohwinkel – SC Preussen Delbrück | 1-0 ap prol. |
| R          | SC Preussen Delbrück                 | Relégué      |

#### Tour final de la Britische Besatzungzone

##### Quarts de finale
| Date       | Equipe locale           |   | Equipe visiteuse  | Score              | Ville, Stade  |
| ---------- | ----------------------- | - | ----------------- | ------------------ | ------------- |
| 09/05/1948 | FC St. Pauli            | - | STV Horst-Emscher | 3-1                | Hambourg      |
| 09/05/1948 | Sportfreunde Katernberg | - | TSV Braunschweig  | 1-2                | Gelsenkirchen |
| 09/05/1948 | SV Hamborn 07           | - | Hamburger SV      | 0-1                | Oberhausen    |
| 09/05/1948 | SV Werder Bremen        | - | Borussia Dortmund | 2-3 ap prol. (2-2) | Hanovre       |

##### Demi-finales
| Date       | Equipe locale     |   | Equipe visiteuse | Score              | Ville, Stade               |
| ---------- | ----------------- | - | ---------------- | ------------------ | -------------------------- |
| 30/05/1948 | Hamburger SV      | - | TSV Braunschweig | 3-2                | Hambourg, Volksparkstadion |
| 30/05/1948 | Borussia Dortmund | - | FC St. Pauli     | 2-2 ap prol. (2-2) | Gladbeck                   |

###### Demi-finales - Replay
| Date       | Equipe locale |   | Equipe visiteuse  | Score | Ville, Stade |
| ---------- | ------------- | - | ----------------- | ----- | ------------ |
| 06/06/1948 | FC St. Pauli  | - | Borussia Dortmund | 1-0   | Braunschweig |

###### Match pour la3eplace
| Date       | Equipe locale     |   | Equipe visiteuse | Score | Ville, Stade |
| ---------- | ----------------- | - | ---------------- | ----- | ------------ |
| 13/06/1948 | Borussia Dortmund | - | TSV Braunschweig | 2-0   | Dortmund     |

Les deux équipes auraient souhaité disputer la 3e place en matches aller/retour mais la Fédération régionale n'accepta pas car l'attribution de la 3e place n'avait rien d'officiel.

##### Finale
| Date       | Equipe locale |   | Equipe visiteuse | Score | Ville, Stade               |
| ---------- | ------------- | - | ---------------- | ----- | -------------------------- |
| 13/06/1948 | Hamburger SV  | - | FC St. Pauli     | 6-1   | Hambourg, Stadion Hoheluft |

#### Classement final
|   | P | Clubs             |                                         |
| - | - | ----------------- | --------------------------------------- |
| C | 1 | Hamburger SV      | Qualifié pour la phase finale nationale |
| Q | 2 | FC St. Pauli      | Qualifié pour la phase finale nationale |
|   | 3 | Borussia Dortmund |                                         |
|   | 4 | TSV Braunschweig  |                                         |

En fin de saison, le TSV Braunschweig changea sa dénomination en Braunschweiger TSV Eintracht.

## Zone soviétique
| 4 juillet 1948 | SG Planitz | 1 – 0 | SG Freiimfelde Halle | Probstheidaer Stadion, Leipzig                  |                                                 |
|                | Weiß 38e   |       |                      | Spectateurs : 40 000 Arbitrage : Kurt Liebscher | Spectateurs : 40 000 Arbitrage : Kurt Liebscher |

Le SG Planitz l'emporte sur le SG Freiimfelde Halle en finale au Probstheidaer Stadion (Leipzig) sur un score de 1-0. Il ne sera cependant pas autorisé à participer au tour final par les autorités soviétiques.

## Berlin
L’Oberliga Berlin 1947-1948 — nom officiel Stadtliga Berlin 1947-1948, en français : « Ligue berlinoise de football 1947-1948 » — fut une ligue de football organisée dans la capitale allemande. Elle fut la troisième du genre après celles de 1945-1946 et de 1946-1947.
Contrairement aux deux précédentes qui avaient été jouée de manière « individuelle », cette édition 1947-1948 fut la première en tant que partie intégrante du Championnat d'Allemagne de football 1947-1948, le premier championnat officiel depuis la fin de la Seconde Guerre mondiale.

### Nom officiel
Précisons que l'appellation officielle de la ligue fut Stadtliga Berlin. Mais afin de faciliter la compréhension et le suivi de saison en saison, nous employons expressément le terme « Oberliga Berlin », puisque dans la structure mise en place par la DFB, cette ligue allait avoir dans les saisons suivantes, la même valeur que les quatre autres Oberligen (Nord, Ouest, Sud et Sud-Ouest).

### Zones d'occupation à Berlin
Les secteurs d'occupation ont été délimités par rapport aux 20 districts administratifs établis lors de la création du Grand Berlin en 1920.
Les 23 districts nommés ci-après sont ceux qui existaient à la veille de la réunification de la ville en 1990. Ceux créés après 1945 sont marqués d'un astérisque et étaient tous dans la zone soviétique.
- Secteur américain : les districts de Kreuzberg, Neukölln, Tempelhof, Schöneberg, Steglitz et Zehlendorf.
- Secteur britannique : les districts de Tiergarten, Charlottenburg, Wilmersdorf et Spandau.
- Secteur français : les districts de Reinickendorf et Wedding
- Secteur soviétique : les districts de Friedrichshain, Hellersdorf*, Hohenschönhausen*, Köpenick, Lichtenberg, Marzahn*, Mitte, Pankow, Prenzlauer Berg, Treptow et Weissensee.

### Équipes participantes
Comme lors des deux premières éditions, neuf des équipes qui prirent part à la Stadtliga Berlin 1947-1948 étaient encore dénommées « communautés sportives » ou « groupes sportifs » (en allemand respectivement Sportgemeinschaft et Sportgruppe, tous deux abrégés par SG). Trois équipes avaient repris (ou le firent en cours de saison) leur « nom de club ».
Les équipes sont classées dans l’ordre alphabétique des Sportgemeinschaften.
| Ordre | Secteurs | Noms "SG"                | Clubs actuels                         | Remarques |
| ----- | -------- | ------------------------ | ------------------------------------- | --- |
| 1     | West     | SG Charlottenburg        | Tennis Borussia Berlin                | |
| 2     | Ost      | SG Köpenick              | SSV Köpenick-Oberspree                | brièvement appelé SC Köpenick en 1949, le club fut ensuite la SG Köpenick, puis la Genossenschafts-SG Köpenick, la BSG Köpenick et la BSG Mechanisierung Berlin-Köpenick. Redevenu SSV Köpenick 08, il fusionna en 2004 avec le SSV Oberspree (ancien BSG Einheit Berlin Mitte). |
| 3     | West     | SG Mariendorf            | SV Blau-Weiss Berlin                  | |
| 4     | Ost      | SG Union Oberschöneweide | 1. FC Union Berlin SC Union 06 Berlin | remporta la ligue berlinoise en 1950 sous le nom de SG Union Oberschöneweide. Face au refus des autorités soviétiques de les laisser participer à la phase finale du championnat la majorité de joueurs passa à l’Ouest, où il refondèrent l’actuel SC Union 06. Dans le secteur Est, au club fut substitué la BSG Motor Oberschöneweide puis fut ensuite créé l’actuel 1. FC Union Berlin. |
| 5     | West     | SG Pankow Nord           | VfB Einheit zu Pankow                 | redevint le VfB Pankow. À la fin de la 1949-1950, le club située en zone soviétique se scinda de nombreux membres passèrent vers le secteur Ouest où un nouveau "VfB Pankow" fut recrée. La partie restée à Berlin-Est devionnt La BSG Einheit Pankow. Après 1990, les deux entités se réunirent pour former le Vfb Einheit zu Pankow.                                                      |
| 6     | West     | SG Prenzlauer Berg-West  | BFC Alemannia 90 Wacker               | reprit ensuite son appellation de BFC Alemannia 90 qui fusionna en 1996 avec le SC Wacker 04 Berlin |
| 7     | West     | SG Reinickendorf-West    | BFC Alemannia 90 Wacker               | reprit son appellation de SC Wacker 04 Berlin qui fusionna en 1996 avec le BFC Alemannia 90. |
| 8     | West     | SG Spandau-Altstadt      | Spandauer SV                          | prit le nom de Spandauer SV 1894 en 1949. |
| 9     | West     | SG Wilmersdorf           | Berliner SV 92                        | en 1948, le club reprit son appellation historique de Berliner SV 92. |

Les trois clubs qui reprirent leur appellation conventionnelles étaient tous les trois situés en secteur Ouest:
| Ordre | Secteurs | Ancien Noms "SG"  | Noms en 1947-1948       | Remarques |
| ----- | -------- | ----------------- | ----------------------- | --- |
| 1     | West     | SG Osloer Strasse | SG Nordstern-Osloerstr. | devint le SG Nordstern en 1947 puis le BFC Nordstern 07 en 1949. En 1973, il fusionna avec le VfL Nord Berlin pour former le SV Nord-Nordstern 1896 qui fusionna en 2001 avec le SC Rapide Wedding 1893. |
| 2     | West     | SG Staaken        | SC Staaken              | adapta son nom en SC Staaken 1919 par la suite. |
| 3     | West     | SG Südring        | SC Südring              | prit le nom de Berliner FC Südring en 1950. |

### Compétition
La SG Union Oberschöneweide fut sacré Champion berlinois (Berliner Meister) et se qualifia pour la phase finale nationale.
En fin de compétition, les trois derniers classés furent relégués vers une ligue inférieure nommée "1. Ligaklasse" et répartie en 3 groupes, dont le champion monta vers l'Oberliga Berlin 1948-1949.

#### Légende
| C               | Berliner Meister & qualifié pour la phase finale nationale        |
| (T)             | Tenant du titre Berliner Meister 1946-1947                        |
| R               | Relégué en vue de la saison suivante                              |
| en augmentation | club promu de 1. Ligaklasse depuis la fin de la saison précédente |

#### Classement
|    |    | Secteurs |                             | M  | G  | N | P  | +  | -  | DB  | Pts |
| -- | -- | -------- | --------------------------- | -- | -- | - | -- | -- | -- | --- | --- |
| Ch | 1  | West     | SG Union Oberschöneweide    | 22 | 16 | 3 | 3  | 68 | 21 | 47  | 35  |
|    | 2  | West     | SG Wilmersdorf              | 22 | 15 | 4 | 3  | 57 | 20 | 37  | 34  |
|    | 3  | West     | SG Charlottenburg (T)       | 22 | 12 | 7 | 3  | 63 | 23 | 40  | 31  |
|    | 4  | West     | SG Prenzlauer Berg-West     | 22 | 13 | 4 | 5  | 65 | 31 | 34  | 30  |
|    | 5  | West     | SG Reinickensdorf-West      | 22 | 10 | 7 | 5  | 47 | 27 | 20  | 27  |
|    | 6  | West     | SG Spandau-Altstadt         | 22 | 7  | 8 | 7  | 43 | 33 | 10  | 22  |
|    | 7  | West     | SC Südring                  | 22 | 8  | 6 | 9  | 39 | 47 | -8  | 22  |
|    | 8  | Ost      | SG Pankow-Nord              | 22 | 7  | 6 | 9  | 26 | 35 | 9   | 20  |
|    | 9  | Ost      | SG Köpenick                 | 22 | 6  | 5 | 11 | 36 | 58 | -22 | 17  |
| R  | 10 | West     | SC Staaken                  | 22 | 4  | 3 | 15 | 25 | 79 | 54  | 11  |
| R  | 11 | West     | SG Mariendorf               | 22 | 3  | 3 | 16 | 35 | 69 | -34 | 9   |
| R  | 12 | West     | SG Nordstern -Osloerstrasse | 22 | 2  | 4 | 16 | 39 | 90 | -51 | 8   |

### Montants depuis l'échelon inférieur
Sous l'Oberliga Berlin se trouvaient la "1. Ligaklasse" réparties en 3 séries. Les champions de chaque groupe monta en Oberliga en vue de la saison suivante:
- Ost - SG Lichtenberg 47 (actuel SV Lichtenberg 47)
- West - SG Tempelhof (actuel BFC Viktoria 89 Berlin)
- West - SG Tiergarten (actuel SC Minerva 93 Berlin)

## Phase finale nationale

### Les 8 clubs participants
Les huit équipes se qualifièrent au départ des quatre zones d'occupation et de Berlin.
| Oberligen                                 | Qualifiés                         |
| ----------------------------------------- | --------------------------------- |
| Oberliga Süd                              | 1. FC Nürnberg TSV 1860 München   |
| Oberliga Südwest                          | FC Kaiserslautern SpVgg Neuendorf |
| Meisterschaft der Britische Besatzungzone | FC St. Pauli Hambourg SV          |
| Osterzonenmeisterschaft                   | SG Planitz                        |
| Oberliga Berlin                           | SG Union Oberschoneweide          |

### Compétition

#### Quarts de finale
Rencontres jouées le 18 juillet 1948.
| Équipe 1                 | Résultat | Équipe 2         |
| ------------------------ | -------- | ---------------- |
| 1. FC Kaiserslautern     | 5-1      | TSV 1860 München |
| 1. FC Nürnberg           | Forfait  | SG Planitz       |
| SG Union Oberschoneweide | 0-7      | FC St. Pauli     |
| SpVgg Neuendorf          | 2-1      | Hamburger SV     |

#### Demi-finale
Rencontres jouées le 25 juillet 1948.
| Équipe 1             | Résultat | Équipe 2        |
| -------------------- | -------- | --------------- |
| 1. FC Nürnberg       | 3-2ap    | FC St. Pauli    |
| 1. FC Kaiserslautern | 5-1      | SpVgg Neuendorf |

#### Finale
| 8 août 1948 | 1. FC Nürnberg               | 2 - 1 | 1. FC Kaiserslautern | Müngersdorfer Stadion, Cologne                |                                               |
|             | Winterstein 10e · Pöschl 25e |       | Übelein 62e (csc)    | Spectateurs : 75 000 Arbitrage : M. Burmester | Spectateurs : 75 000 Arbitrage : M. Burmester |

## Bilan de la saison
| Tableau d'Honneur                   |              |
| Compétition                         | Vainqueur    |
| Championnat d'Allemagne de football | FC Nuremberg |
| Coupe d'Allemagne de football       | Non disputée |